# Foul Play (1978)
Foul Play is een Amerikaanse komische thriller uit 1978, geschreven en geregisseerd door Colin Higgins. De hoofdrollen worden vertolkt door Goldie Hawn en Chevy Chase. De film is een hommage aan de suspensefilms van Alfred Hitchcock en betekende het speelfilmdebuut van Chase en het Hollywooddebuut van de Britse komiek Dudley Moore.

## Verhaal
Gloria Mundy is een verlegen bibliothecaresse in San Francisco die na haar scheiding besluit haar leven een nieuwe wending te geven. Wanneer ze op weg naar huis een lifter, Bob "Scotty" Scott, oppikt, raakt ze ongewild betrokken bij een complot om de paus te vermoorden. Scotty verstopt een filmrolletje in een pakje sigaretten dat hij aan Gloria geeft. Kort daarna wordt hij vermoord.
Gloria wordt achtervolgd door huurmoordenaars en zoekt hulp bij inspecteur Tony Carlson. Samen proberen ze het complot te ontrafelen en de moord op de paus te voorkomen. Tijdens hun onderzoek ontwikkelen Gloria en Tony een romantische relatie.

## Rolverdeling
| Acteur              | Personage                                     |
| ------------------- | --------------------------------------------- |
| Goldie Hawn         | Gloria Mundy                                  |
| Chevy Chase         | Tony Carlson                                  |
| Burgess Meredith    | Mr. Hennessey                                 |
| Rachel Roberts      | Gerda Casswell / Delia Darrow                 |
| Eugene Roche        | Aartsbisschop Thorncrest / Charlie Thorncrest |
| Brian Dennehy       | Inspecteur "Fergie" Ferguson                  |
| Dudley Moore        | Stanley Tibbets                               |
| William Frankfather | Whitey Jackson                                |
| Marc Lawrence       | Rupert Stiltskin ("The Dwarf")                |
| Marilyn Sokol       | Stella                                        |
| Billy Barty         | J.J. MacKuen                                  |
| Bruce Solomon       | Bob "Scotty" Scott                            |
| Don Calfa           | Scarface                                      |
| Cyril Magnin        | Paus Pius XIII                                |
| Chuck McCann        | Nuart Theater Manager                         |

## Productie
De film werd opgenomen in en rond San Francisco, met onder andere scènes in de San Francisco Opera en de stadshal. De woonboot van Tony bevindt zich in Sausalito. De film bevat meerdere verwijzingen naar het werk van Alfred Hitchcock, waaronder The Man Who Knew Too Much.
De originele werktitel van het script was Killing Lydia. Higgins schreef het script met Goldie Hawn in gedachten, maar de studio overwoog aanvankelijk Farrah Fawcett voor de hoofdrol. Uiteindelijk werd Hawn gecast. Chevy Chase werd gekozen na het afwijzen van de rol door onder anderen Harrison Ford en Steve Martin.

## Muziek
De filmmuziek werd gecomponeerd door Charles Fox, met het themalied Ready to Take a Chance Again, gezongen door Barry Manilow. Het nummer werd genomineerd voor een Oscar voor beste originele nummer.

## Prijzen en nominaties
- Foul Play werd genomineerd voor zeven Golden Globe Awards, waaronder voor beste film (komische of muziekfilm), beste actrice (Goldie Hawn), beste acteur (Chevy Chase), beste mannelijke bijrol (Dudley Moore), beste scenario (Colin Higgins) en beste originele nummer (Ready to Take a Chance Again).

Daarnaast werd de film genomineerd voor een Oscar voor beste originele nummer.